# Eucheilopora radiata
Eucheilopora radiata är en mossdjursart som först beskrevs av Roemer 1840.  Eucheilopora radiata ingår i släktet Eucheilopora och familjen Cribrilinidae. Inga underarter finns listade i Catalogue of Life.